# Oksana Wiktorowna Robski
Oksana Wiktorowna Robski (russisch Оксана Викторовна Робски; * 10. Juni 1968 in Moskau), geborene Poljanskaja, ist eine russische Schriftstellerin.
Bekannt wurde sie in Russland mit ihrem Debütroman und Bestseller Casual, in dem das Leben der Moskauer Wirtschaftselite, der Neureichen und Superreichen dargestellt wird, von denen viele in der Rubljowskoje Chaussee wohnen. Durch ihren zweiten Ehemann, einen russischen Oligarchen, war Robski selbst Teil dieser Gesellschaftsschicht geworden. Im Jahre 2004 wurde ihr Ehemann ermordet – ein Schicksalsschlag den Robski u. a. in ihrem ersten Roman verarbeitete.
Ihre Bücher werden oft einem neuen russischen Realismus zugeordnet. Jene Kritiker, die nicht von den literarischen Qualitäten überzeugt sind, sehen den Wert ihrer Bücher in dem Insider-Einblick in eine Welt, die dem Normalbürger ansonsten verschlossen bleibt.
Robski schildert die Moskauer Superreichen als einen neuen Geldadel, den es ebenso in die Nähe der Macht treibt, wie zuvor den Adel im Zarenreich. Sie berichtet über Auftragsmorde, Drogenmissbrauch und enormen Luxus.
Oksana Robski ist zudem selbst Geschäftsfrau – sie gründete eine Sicherheitsagentur, leitete eine Möbelgalerie und moderiert die Talkshow "Für Dich".

## Werke
- Casual (deutscher Titel „Babuschkas Töchter“)
- День счастья — завтра
- Про ЛюбOFF/ON (deutscher Titel: „Kalinka, Kalinka“)
- Жизнь заново